# Alojz Kolman - Marok
Alojz Kolman - Marok, slovenski partizan, komunist in narodni heroj Jugoslavije, * 1. julij 1911, Zabukovje, † 4. november 1944, Koprivnik.
Oče Alojza Kolmana je padel med prvo svetovno vojno, zaradi česar se je mati z otroki preselila nazaj k staršem v Lončarjev Dol.
Kolman je štiri razrede osnovne šole opravil v Boštanju, kasneje pa je delal kot pastir in hlapec pri okoliških kmetih. Leta 1931 je odšel na služenje vojaškega roka, nato pa se je vpisal v podčastniško pehotno šolo v Mariboru. Iz Maribora je bil leta 1932 premeščen v Ljubljano. Tik pred zaključkom šolanja se je leta 1934 fizično spopadel z enim od častnikov, ki je maltretiral kadete, zaradi česar je s prijateljem pobegnil v Italijo. Od tam je nadaljeval pot v Francijo, kjer se je pridružil Tujski legiji.
Po končanem urjenju je z enoto odšel v severno Afriko. Najdlje časa se je njegova enota zadrževala v Maroku, po čemer je dobil kasnejše partizansko ime. Kmalu je iz Legije pobegnil in se zaposlil kot kurjač na neki ladji. Leta 1939 se je preko Avstrije vrnil v Jugoslavijo. Med povratkom je bil na Jesenicah aretiran in osumljen sodelovanja v Španski državljanski vojni. Na vojaškem sodišču v Zagrebu je bil obsojen na 16 mesecev zapora, kasneje pa so mu kazen prepolovili. Tako je bil osem mesecev zaprt v zaporu Lepoglava. Tik pred izbruhom druge svetovne vojne je bil izpuščen, a je bil že aprila 1941 vpoklican v vojsko. Med aprilsko vojno se je izognil vojnemu ujetništvu in se vrnil domov. Kmalu pa so ga Nemci aretirali in poslali na prisilno delo v Knittenfeld v Avstrijo. Po kratkem času ker je bil iz krajev ki so jih zasedli Nemci je bil izpuščen in se je vrnil v domovino, kjer se je do odhoda v partizane skrival po gozdovih.

## Delovanje med drugo svetovno vojno
Kolman je v partizane prišel preko tetinega moža Franca Vreska, ki je bil od jeseni 1941 komisar čete v Posavju. Alojz se je zaradi preteklih vojaških izkušenj kmalu izkazal v boju, po vključitvi čete v Štajerski bataljon pa je že v januarju 1942 postal vojaški inštruktor. Marca istega leta je napredoval v komandanta čete, s katero se je izkazal v bojih na Pugledu.
Po ustanovitvi Prve štajerske brigade je bil imenovan za komandanta bataljona, ocenjen pa je bil kot najsposobnejši poveljnik in sprejet v KPJ. Po reorganizaciji brigade v 2. grupi odredov je postal komandant Savinjskega odreda. Kot komandant tega odreda se je ponovno izkazal v boju pri osvobajanju internirancev z vlaka pri Verdu.
Sodeloval je v vseh bojih 2. grupe med premikom preko Gorenjske na Štajersko, kjer je postal komandant Kamniškega in kasneje reorganiziranega Kamniško-savinjskega odreda. 22. junija 1943 je bil imenovan za komandanta Četrte operacijske cone, kjer je zamenjal ranjenega Franca Rozmana Staneta, vendar pa funkcije ni nikoli uradno prevzel.
Po tem, ko je Šlandrova brigada prečkala Savo, je Kolman postal namestnik komandanta 15. divizije, novembra pa je bil premeščen na isto dolžnost v 18. diviziji. Po kratkem opravljanju te dolžnosti je bil premeščen v Glavni štab NOV in POS, kjer je postal operativni častnik. Med 25. februarjem in 23. julijem 1944 je bil namestnik komandanta četrte operativne cone, po tem pa je bil s činom majorja imenovan za komandanta 20. brigade, ki je imela nalogo varovanja glavnega štaba.
Kolman se je 4. novembra 1944 zadrževal v hiši v vasi Koprivnik, ko je padel v nemško zasedbo. Alojz Kolman je bil pri poskusu preboja ranjen, a je pred zajetjem napravil samomor s pištolo.
20. decembra 1952 je bil razglašen za narodnega heroja Jugoslavije.